# Calcinus albengai
Calcinus albengai is een tienpotigensoort uit de familie van de Diogenidae. De wetenschappelijke naam van de soort is voor het eerst geldig gepubliceerd in 2003 door Poupin & Lemaitre.